# Свердрупбюэн
Свердрупбюэн — заброшенный посёлок на острове Западный Шпицберген (Шпицберген).

## История и география
Свердрупбюэн является предшественником посёлка Нюбюэн, названный в честь Эйнара Свердрупа — инженера компании «Store Norske», который во время Второй Мировой войны руководил операцией «Фритам» по уничтожению германской метеостанции на Шпицбергене. Посёлок находится на другом берегу реки Лонгйир (напротив Нюбюэна).
Рядом с Свердрупбюеном есть мемориал. На камне обелиск есть металлическая пластина с гравировкой:

«DIREKTOR
EINAR SVERDRUP
FOR INNSATS PÅ SVALBARD
1922—1942
FALT UNDER KAMP I ISFJORDEN
14 MAI 1942
UREDD OG ÆRLIG»

Что переводится как:

«ДИРЕКТОР
Эйнар СВЕРДРУП
ПО УСИЛИЯМ В СВАЛЬБАРДЕ
1922—1942
УБИТ В БОРЬБЕ С ИСФЬОРДЕНОМ
МАЙ 1942 г.
БЕЗ СТРАХА И ЧЕСТНОСТИ»